# Xã Newell, Quận Buena Vista, Iowa
Xã Newell (tiếng Anh: Newell Township) là một xã thuộc quận Buena Vista, tiểu bang Iowa, Hoa Kỳ. Năm 2010, dân số của xã này là 1.125 người.